# 颯爽少年英雄伝 コカ・コーラキッド
『颯爽少年英雄伝 コカ・コーラキッド』（さっそうしょうねんえいゆうでん コカ・コーラキッド）は、1994年に発売されたゲームギアの横スクロールアクションコンピュータゲームであり、日本国内でのみ発売されていた。本作の主人公であるコカ・コーラ・キッドはコカ・コーラのマスコットキャラクターであり、1990年代前半には同キャラクターをあしらったコカ・コーラ国産記念缶が発売されたこともあった。
ソフト単体で発売されていたほか、特別仕様の赤いゲームギアとのセット販売もあった。 

## ゲームプレイ
主人公の目的は大好きな先生の救出。主人公は敵に対してジャンプ、キックで対応する。また、フリスビー攻撃や、パワーを溜めてのダッシュ攻撃も可能。飛び道具としてフリスビーを使えば離れた敵を攻撃することができるが数に限りがある。スケートボードに乗っている時は足で移動する時より速く進むことが可能。 
制限時間制のプラットフォームゲームである本作は、10分以内でのステージ攻略が求められる。プレイヤーキャラクターの攻撃には、通常のキックに加え、跳び蹴りも含まれる。また、ダウンタウンステージの電話ボックスのような障害物も取り壊すことができる。 パワーアップアイテムには、体力を回復する効果のあるコカコーラや、プレイヤーがステージ間でアイテムを購入するのに役立つコインがある。 